# Odoardo I Farnese
Odoardo Farnese (Parma, 28 aprile 1612 – Piacenza, 11 settembre 1646) è stato il quinto duca di Parma e Piacenza, dal 1622 fino alla morte, e il sesto duca di Castro, dal 1622 al 1646.

## Biografia

### Infanzia
Odoardo fu il secondo figlio maschio legittimo di Ranuccio I Farnese e di Margherita Aldobrandini; il primogenito, Alessandro (1610–1631), era sordomuto e venne perciò escluso dalla linea di successione. Dopo che il figlio naturale di Ranuccio, Ottavio, fu rinchiuso nel carcere della Rocchetta, Odoardo poté incominciare a regnare sotto la reggenza prima dello zio, il cardinale Odoardo Farnese, e poi alla di lui morte, nel 1626, sotto la reggenza della madre.

### Ascesa al ducato e matrimonio

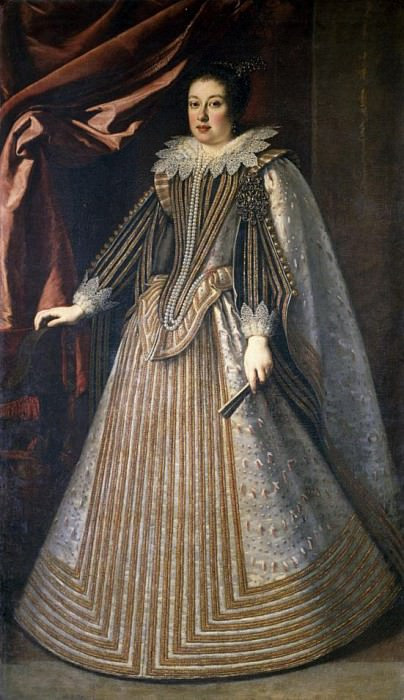
Margherita de' Medici ritratta da Justus Sustermans

All'età di sedici anni, nel 1628, acquisì i pieni poteri ducali e sposò la quindicenne Margherita de' Medici, figlia del granduca di Toscana Cosimo II de' Medici.

### Regno

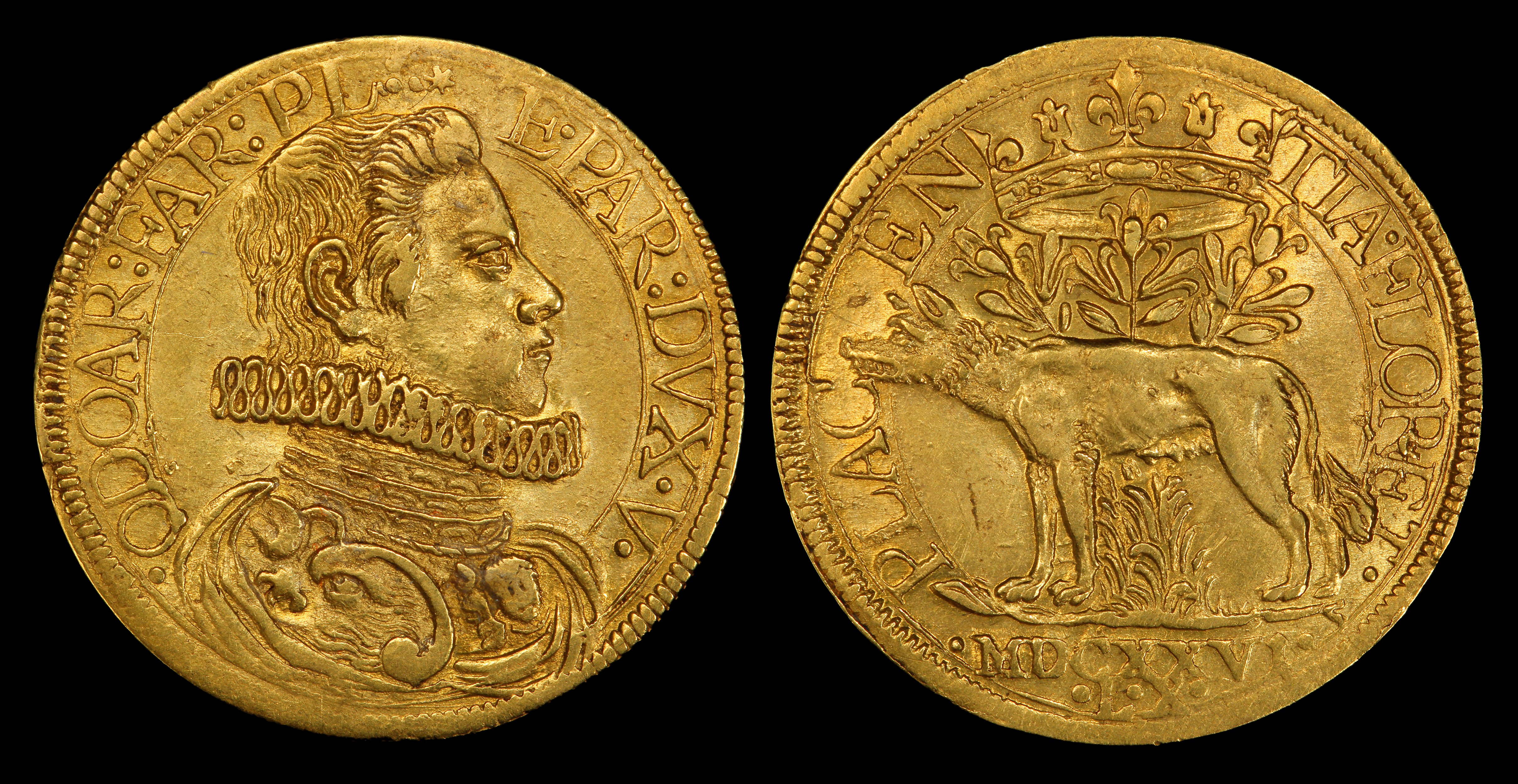
Moneta con l'effigie di Odoardo I Farnese

Il suo primo atto politico come duca fu un'alleanza con la Francia di Richelieu (1633) per contrastare il predominio della Spagna in nord Italia e per soddisfare la sua smania di paragonarsi al nonno Alessandro Farnese. Il Duca aveva un esercito di 6000 fanti, ma per mantenerlo costringeva i suoi sudditi a forti privazioni e arrivò a indebitarsi con banchieri e mercanti. Nonostante le forti spese sostenute, la sua prima campagna fu negativa: Piacenza fu occupata dalle truppe spagnole e le sue truppe furono sbaragliate in territorio parmense da Francesco I d'Este. Allora il duca si precipitò in Francia. Ma non ricevette l'aiuto sperato, così, nel 1637, Papa Urbano VIII lo convinse a firmare un trattato di pace con la Spagna che, una volta sciolta l'alleanza con la Francia, avrebbe sgomberato Piacenza.
Per pagare i debiti contratti per la guerra, Urbano VIII concesse a Odoardo di emettere titoli di prestito, attraverso i Monti Farnesiani, garantiti dalle rendite del Ducato di Castro. Però, qualche tempo dopo, la famiglia Barberini, quella del Papa, con manovre scorrette, cercò di impadronirsi del ducato.
Odoardo, che non aveva intenzione di cederlo, incominciò i lavori di fortificazione delle piazzeforti. Questa manovra indispettì il Papa che nel 1641 invase il ducato e scomunicò il Duca.
Per tutta risposta Odoardo si alleò con Venezia, Firenze e Modena e invase lo stato pontificio con 7000 fanti, scorrendolo da nord a sud: nel 1642, infatti, era a Forlì, dove però trattenne le truppe dal saccheggio, diversamente da quel che successe in altre località, come Acquapendente, presso Viterbo. Tuttavia la sua flotta fu distrutta e, il 31 marzo 1644, grazie alla mediazione del cardinale Mazzarino, successore di Richelieu, firmò la pace con il Papa, che gli restituì Castro e lo riammise nella Chiesa.

### Morte
Odoardo morì improvvisamente a Piacenza, nella sua residenza preferita, l'11 settembre 1646, aveva 34 anni. Nell'estate erano morte anche la sorella Maria, duchessa di Modena, e la madre Margherita Aldobrandini.

## Discendenza
Odoardo Farnese e Margherita de' Medici ebbero nove figli:
| Nome                    | Nascita           | Morte             | Note                                                                               |
| ----------------------- | ----------------- | ----------------- | ---------------------------------------------------------------------------------- |
| Caterina Farnese        | 2 ottobre 1629    | 1629              |                                                                                    |
| Ranuccio II Farnese     | 17 settembre 1630 | 11 dicembre 1694  | Duca di Parma, Piacenza e ultimo duca di Castro. Si sposò tre volte ed ebbe figli. |
| Margherita Farnese      | ottobre 1631      | ?                 |                                                                                    |
| Maria Maddalena Farnese | 4 aprile 1633     | 11 settembre 1693 |                                                                                    |
| Alessandro Farnese      | 10 gennaio 1635   | 18 febbraio 1689  | Governatore per conto degli Asburgo dei Paesi Bassi dal 1680 al 1682.              |
| Orazio Farnese          | 24 gennaio 1636   | 2 novembre 1656   | Generale della cavalleria veneta contro l'esercito ottomano                        |
| Maria Caterina Farnese  | 3 settembre 1637  | 27 aprile 1684    | Monaca carmelitana scalza, morta in concetto di santità.                           |
| Pietro Farnese          | 4 aprile 1639     | 4 marzo 1677      |                                                                                    |
| Ottavio Farnese         | 5 gennaio 1641    | 4 agosto 1641     |                                                                                    |

## Ascendenza
|                                 |                      |                      | Genitori                    |  |  | Nonni |  |  | Bisnonni        |  |  | Trisnonni          |  |
|                                 |                      |                      |                             |  |  |       |  |  | Ottavio Farnese |  |  | Pier Luigi Farnese |  |
|                                 |                      |                      |                             |  |  |       |  |  | Ottavio Farnese |  |  | Pier Luigi Farnese |  |
|                                 |                      | Gerolama Orsini      |                             |  |  |       |  |  | Ottavio Farnese |  |  |                    |  |
| Alessandro Farnese              |                      |                      |                             |  |  |       |  |  | Ottavio Farnese |  |  |                    |  |
|                                 |                      | Margherita d'Austria | Carlo V d'Asburgo           |  |  |       |  |  |                 |  |  |                    |  |
|                                 |                      | Margherita d'Austria | Carlo V d'Asburgo           |  |  |       |  |  |                 |  |  |                    |  |
|                                 |                      | Margherita d'Austria | Giovanna van der Gheynst    |  |  |       |  |  |                 |  |  |                    |  |
| Ranuccio I Farnese              |                      | Margherita d'Austria |                             |  |  |       |  |  |                 |  |  |                    |  |
|                                 |                      | Eduardo d'Aviz       | Manuele I del Portogallo    |  |  |       |  |  |                 |  |  |                    |  |
|                                 |                      | Eduardo d'Aviz       | Manuele I del Portogallo    |  |  |       |  |  |                 |  |  |                    |  |
|                                 |                      | Eduardo d'Aviz       | Maria di Trastámara         |  |  |       |  |  |                 |  |  |                    |  |
| Maria d'Aviz                    |                      | Eduardo d'Aviz       |                             |  |  |       |  |  |                 |  |  |                    |  |
|                                 |                      | Isabella di Braganza | Giacomo di Braganza         |  |  |       |  |  |                 |  |  |                    |  |
|                                 |                      | Isabella di Braganza | Giacomo di Braganza         |  |  |       |  |  |                 |  |  |                    |  |
|                                 |                      | Isabella di Braganza | Doña Leonor Pérez de Guzmán |  |  |       |  |  |                 |  |  |                    |  |
| Odoardo I Farnese               |                      | Isabella di Braganza |                             |  |  |       |  |  |                 |  |  |                    |  |
|                                 | Giorgio Aldobrandini | Giacomo Aldobrandini |                             |  |  |       |  |  |                 |  |  |                    |  |
|                                 | Giorgio Aldobrandini | Giacomo Aldobrandini |                             |  |  |       |  |  |                 |  |  |                    |  |
|                                 | Giorgio Aldobrandini | Bartolomea Ambrogi   |                             |  |  |       |  |  |                 |  |  |                    |  |
| Giovanni Francesco Aldobrandini | Giorgio Aldobrandini |                      |                             |  |  |       |  |  |                 |  |  |                    |  |
|                                 |                      | Margherita Del Corno | Donato Del Corno            |  |  |       |  |  |                 |  |  |                    |  |
|                                 |                      | Margherita Del Corno | Donato Del Corno            |  |  |       |  |  |                 |  |  |                    |  |
|                                 |                      | Margherita Del Corno | …                           |  |  |       |  |  |                 |  |  |                    |  |
| Margherita Aldobrandini         |                      | Margherita Del Corno |                             |  |  |       |  |  |                 |  |  |                    |  |
|                                 |                      | Pietro Aldobrandini  | Silvestro Aldobrandini      |  |  |       |  |  |                 |  |  |                    |  |
|                                 |                      | Pietro Aldobrandini  | Silvestro Aldobrandini      |  |  |       |  |  |                 |  |  |                    |  |
|                                 |                      | Pietro Aldobrandini  | Lisa Dati                   |  |  |       |  |  |                 |  |  |                    |  |
| Olimpia Aldobrandini            |                      | Pietro Aldobrandini  |                             |  |  |       |  |  |                 |  |  |                    |  |
|                                 |                      | Flaminia Ferracci    | …                           |  |  |       |  |  |                 |  |  |                    |  |
|                                 |                      | Flaminia Ferracci    | …                           |  |  |       |  |  |                 |  |  |                    |  |
|                                 |                      | Flaminia Ferracci    | …                           |  |  |       |  |  |                 |  |  |                    |  |
|                                 |                      | Flaminia Ferracci    |                             |  |  |       |  |  |                 |  |  |                    |  |